# Островский, Степан Сергеевич
Степан Сергеевич Островский (род. 20 сентября 2000, Челябинск) — российский хоккеист, защитник.

## Биография
Начинал заниматься хоккеем в четыре года, играл в клубах Челябинска «Трактор», «Белые медведи», «Мечел». В 2017 году переехал в Санкт-Петербург и в том же году выпустился из школы «Динамо». В сезоне 2017/18 провёл семь матчей за команду МХЛ «СКА — Серебряные львы». Летом 2018 года команды была расформирована, в новую команду «СКА-Варяги» Островского не взяли. На предсезонных турнирах играл в командах МХЛ «Белые медведи» и «Спутник», но начал сезон в команде «Куньлунь Ред Стар Хэйлунцзян». В конце октября после смены тренера был отчислен, провёл без команды почти два месяца и перед Новым годом перешёл в «Тайфун». Сезон-2019/20 провёл в «Адмирале», сыграв в КХЛ 43 матча.
2 мая 2020 года подписал двухлетний двусторонний контракт с «Сочи», но 31 августа покинул клуб. Через два дня заключил соглашение с «Автомобилистом». Провёл в начале сезона два матча в КХЛ, затем стал выступать в МХЛ за «Авто» (32 матча) и в ВХЛ за «Горняк» (28 матчей). В сезонах 2021/22 — 2023/24 выступал за «Горняк-УГМК».
4 июня 2024 года был обменян в «Тамбов», а уже 13 августа — в «Южный Урал».